# Фризький кінь
Фризький кінь, Фриз — порода коней, виведена в Фрисландії, провінції на півночі Нідерландів.

## Характеристики породи

### Проміри
Фриз — кінь костистий, але не занадто важкий, елегантний, дещо високоногий, з яскраво вираженим упряжним складом. Корпус широкий і глибокий, але трохи розтягнутий, спина довга і нерідко м'якувата. Рихлість конституції приховується високим виходом шиї і розтягнутістю форм. Шия у фриза з красивим легким вигином, дуже високо поставлена, а голова велика, довга, з майже прямим профілем і довгими чітко оформленими вухами. Проміри жеребців: висота в загривку — 152-162 см, коса довжина тулуба — 170-180 см, обхват грудей — 195-200 см, обхват п'ястка — 19-20 см. Кобили відповідно: 150-160; 168-170; 178-179; 18-20 см.

### Масть
Ворона, за градацією кольорової гами цієї масті у коней відбувається оцінювання: чим темніший відтінок вороної масті, тим вище цінність фризького коня з точки зору офіційних представників породи. Рідко (1 випадок з 22,000) трапляються носії рецесивного алелю гену Extension (в гомозиготно-рецесивному стані відповідає за руду масть). Білі відмітини небажані, з відмітин на голові та ногах рідко допускаються діаметром не більше 30 мм у кобил. У жеребців наявність відмітин цілком можливо може стати причиною відмови в наданні ліцензії.

Зовнішній вигляд фризького коня
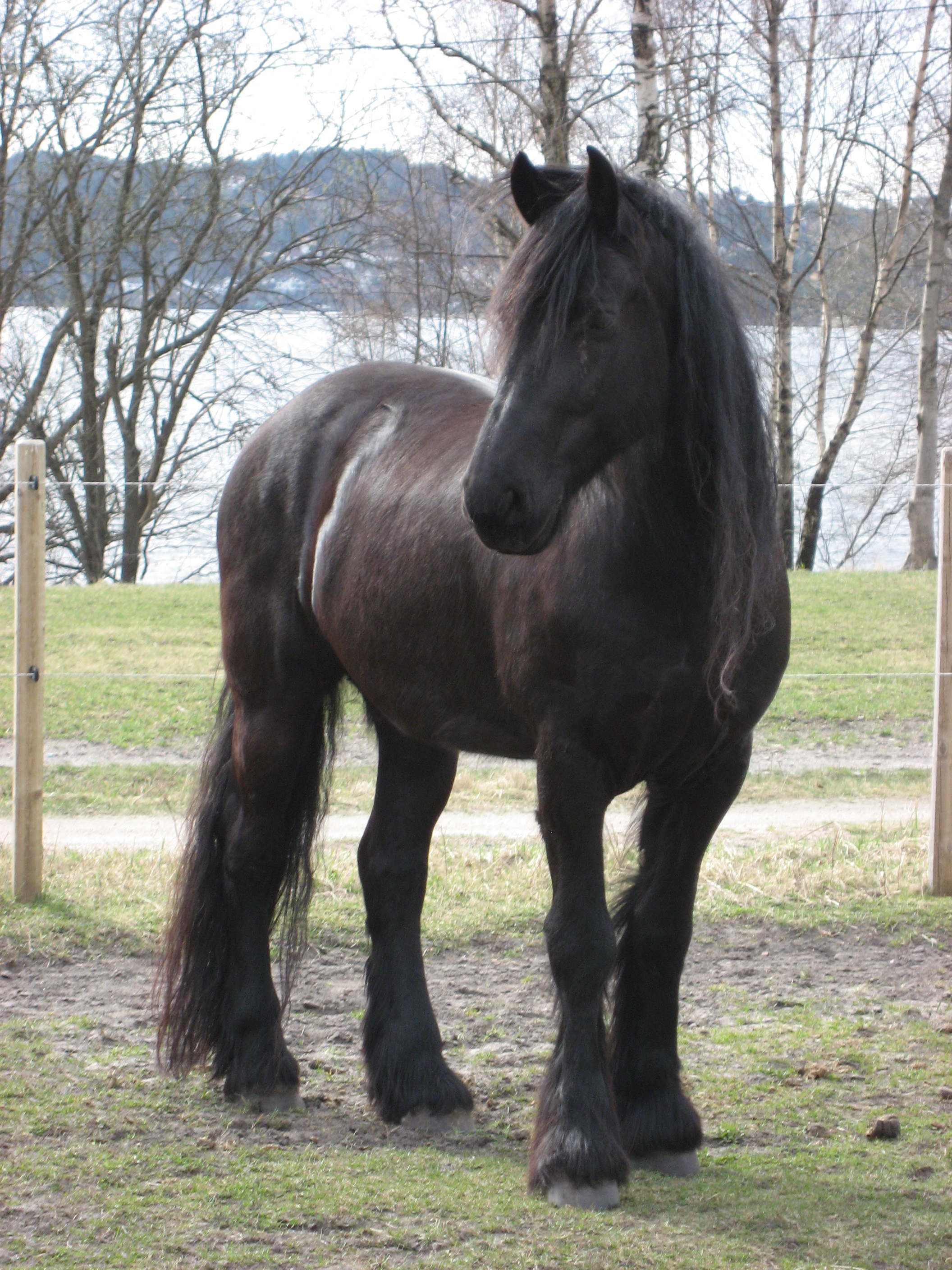
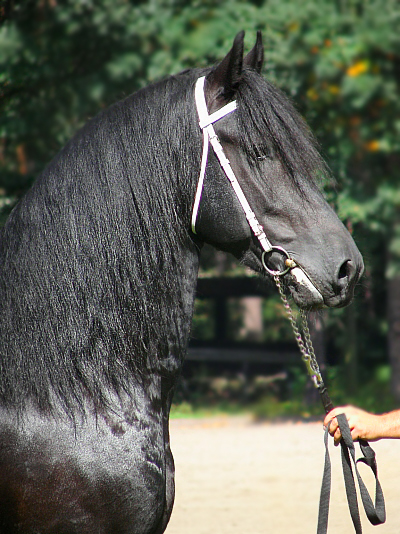
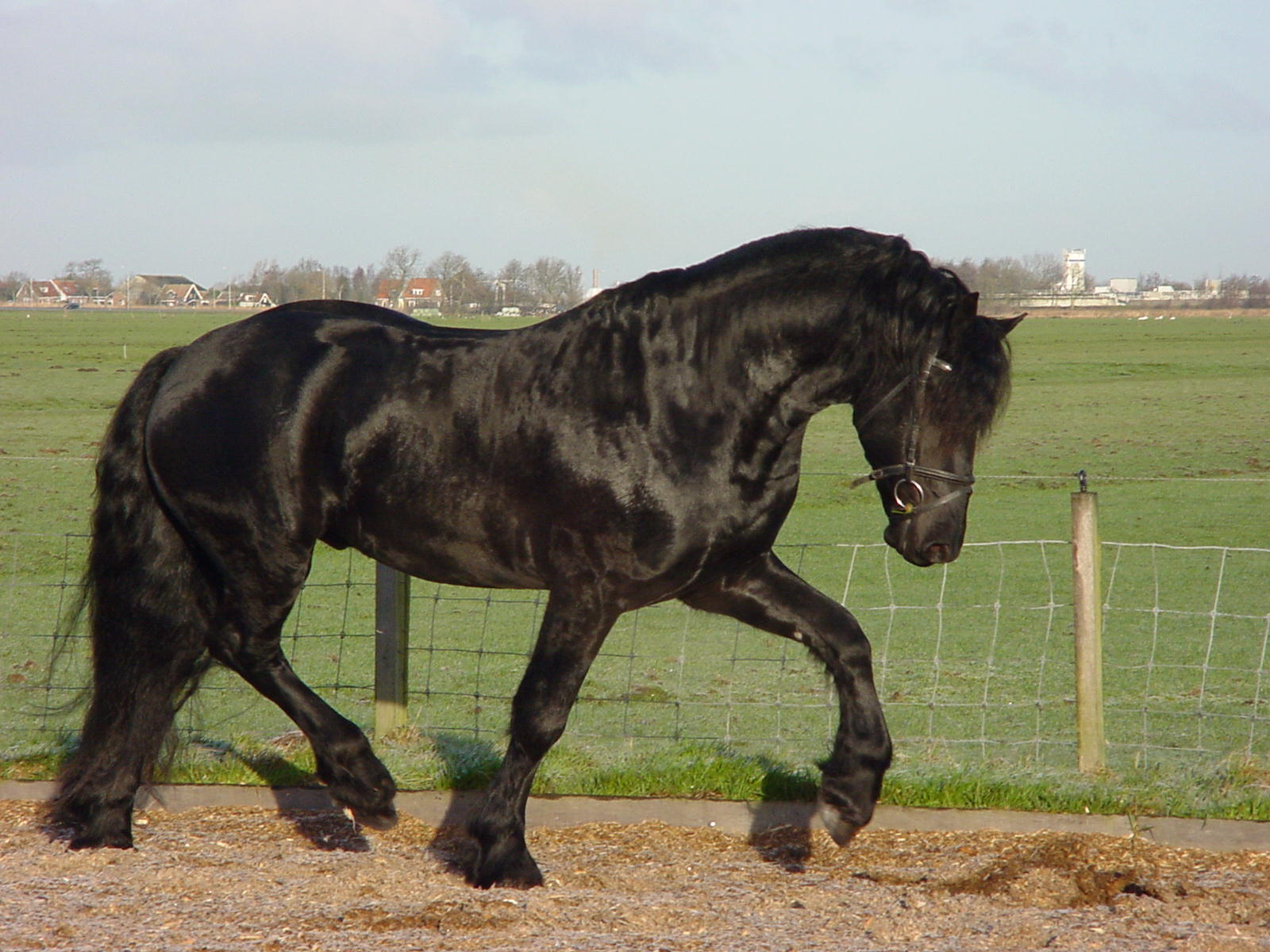
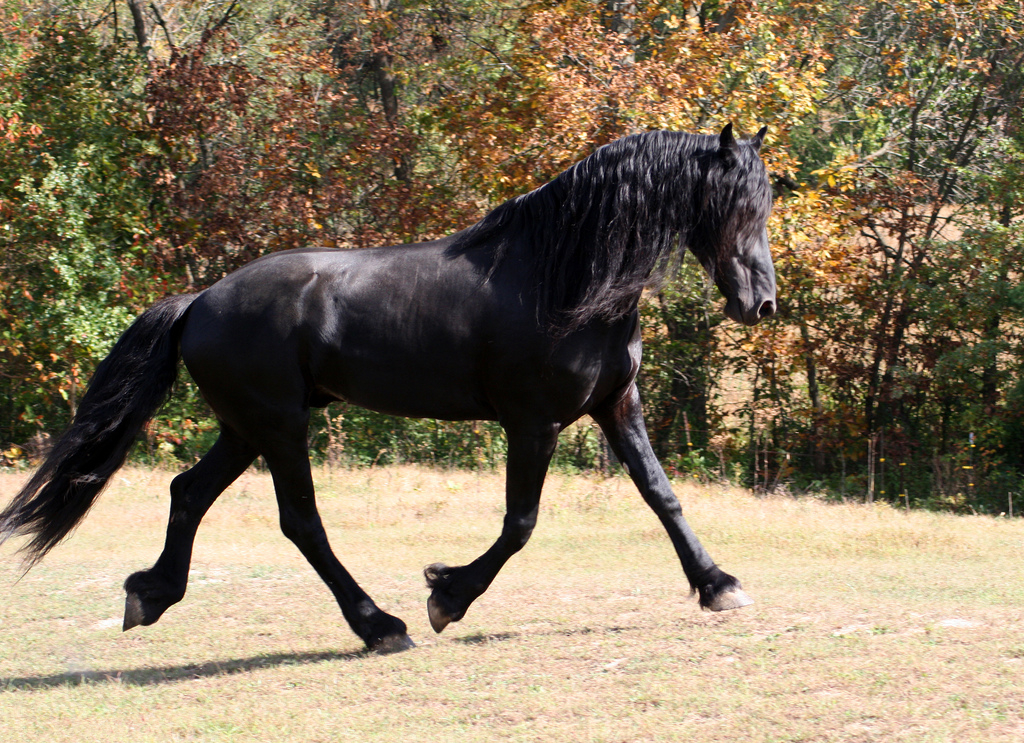
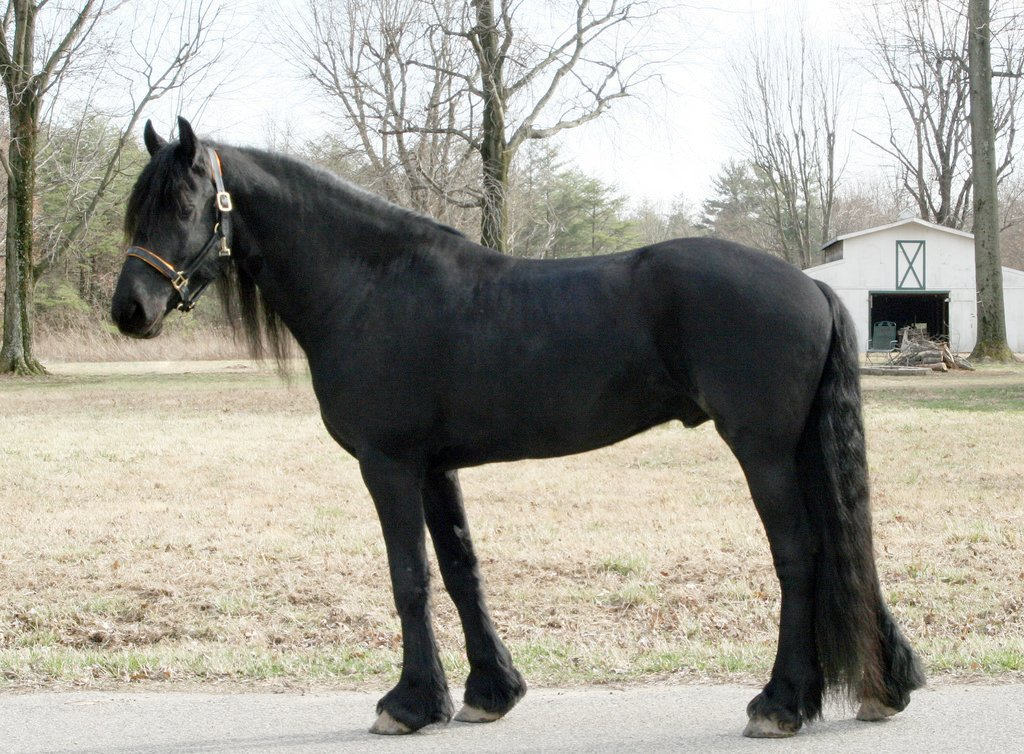
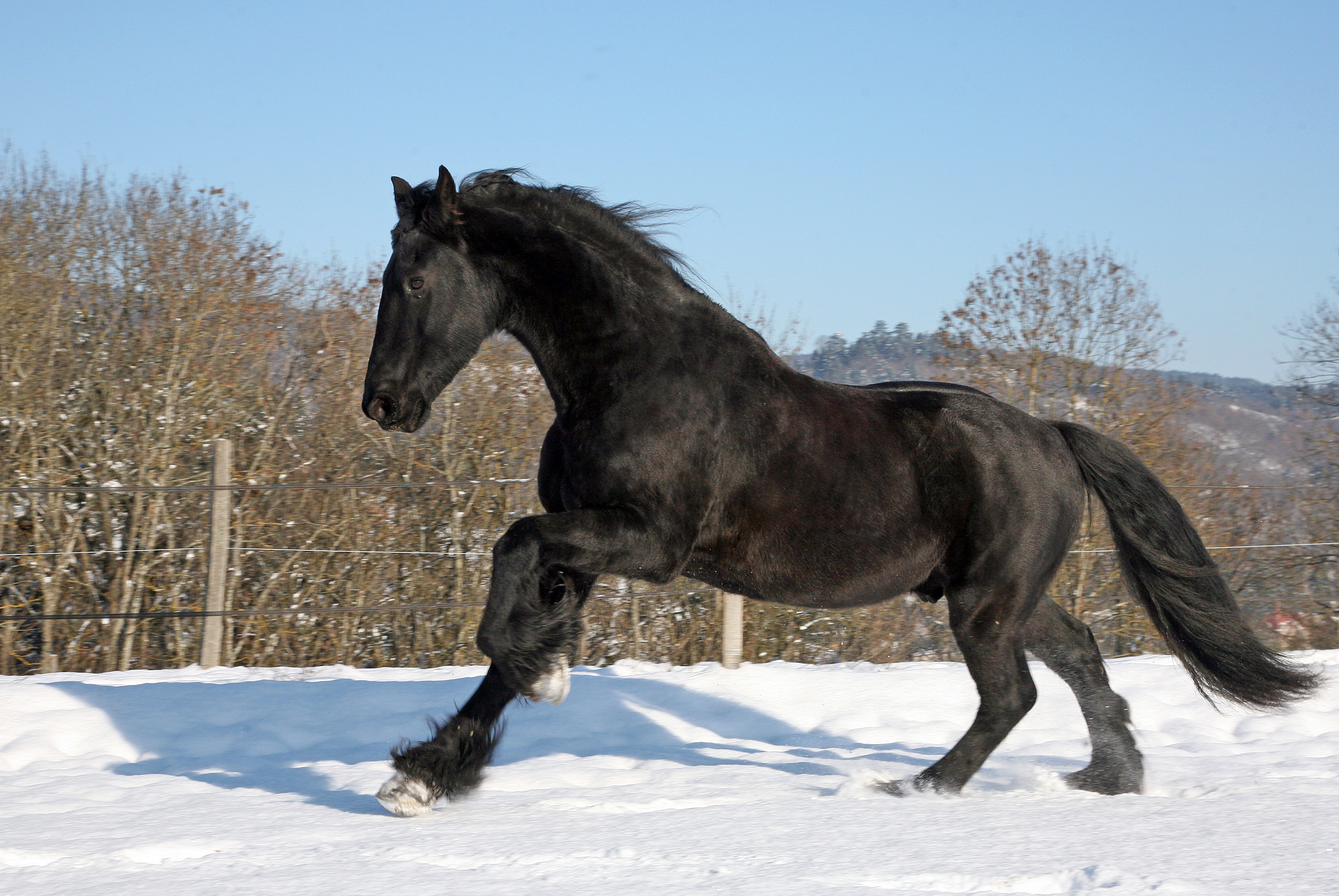
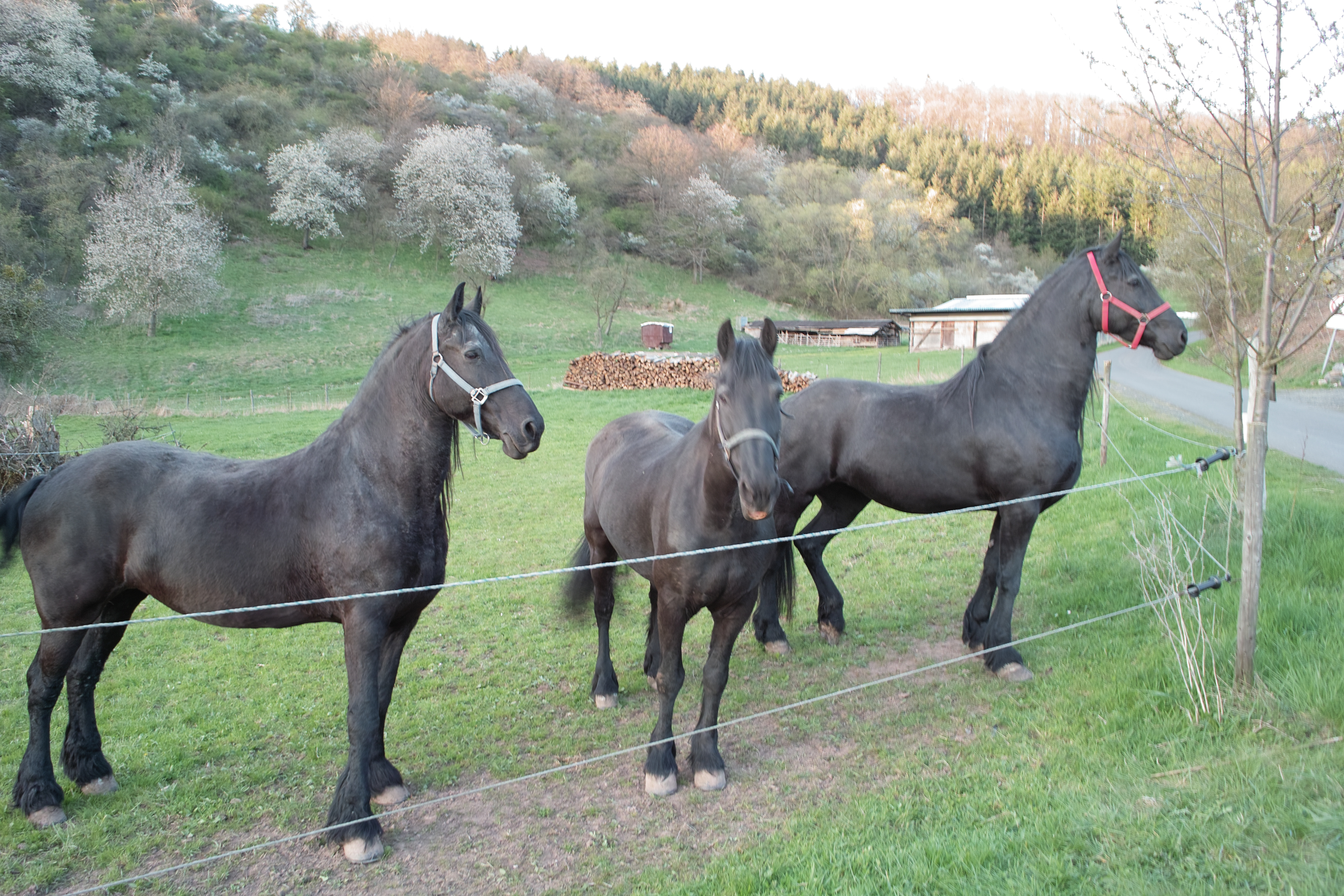
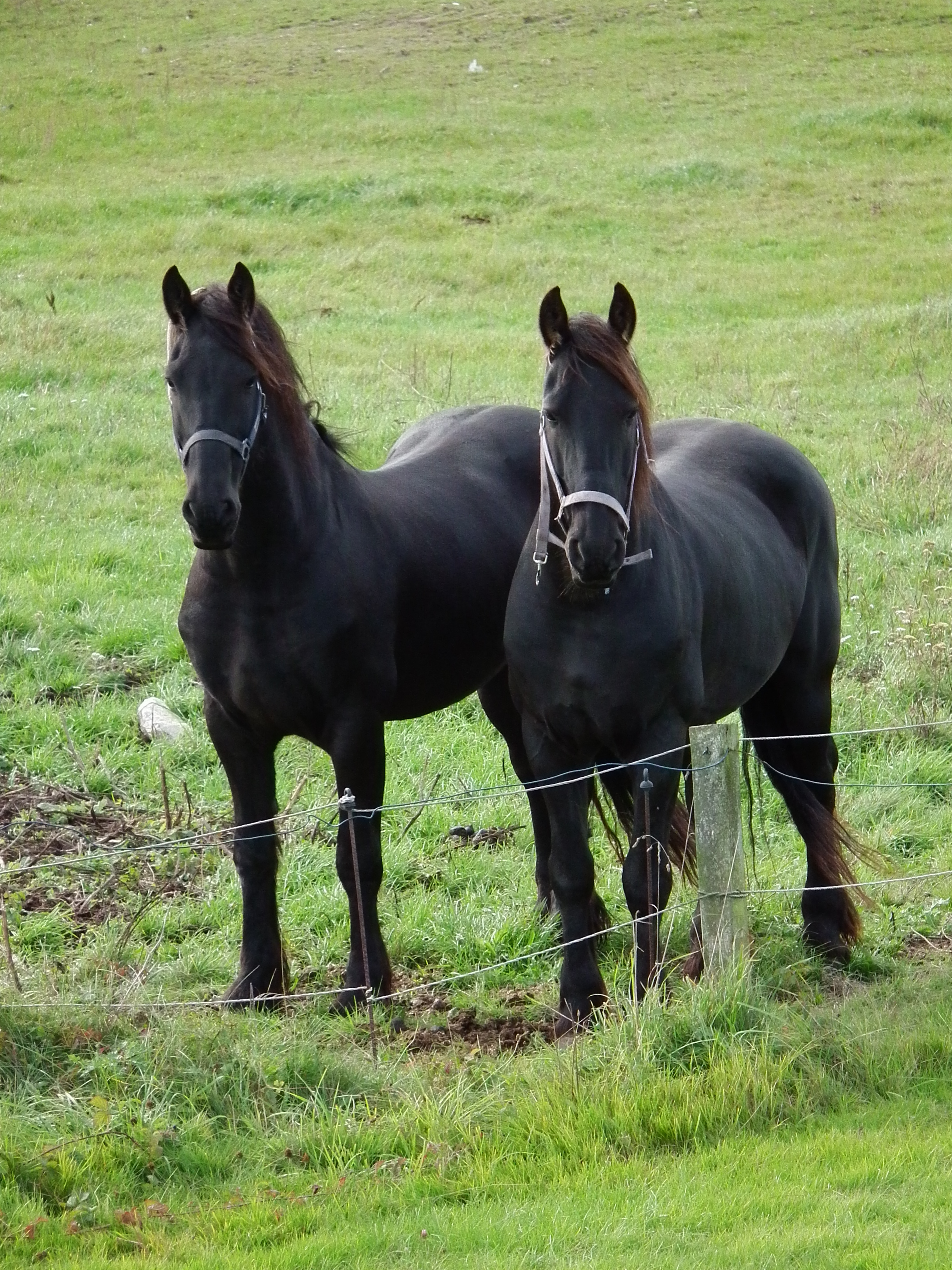
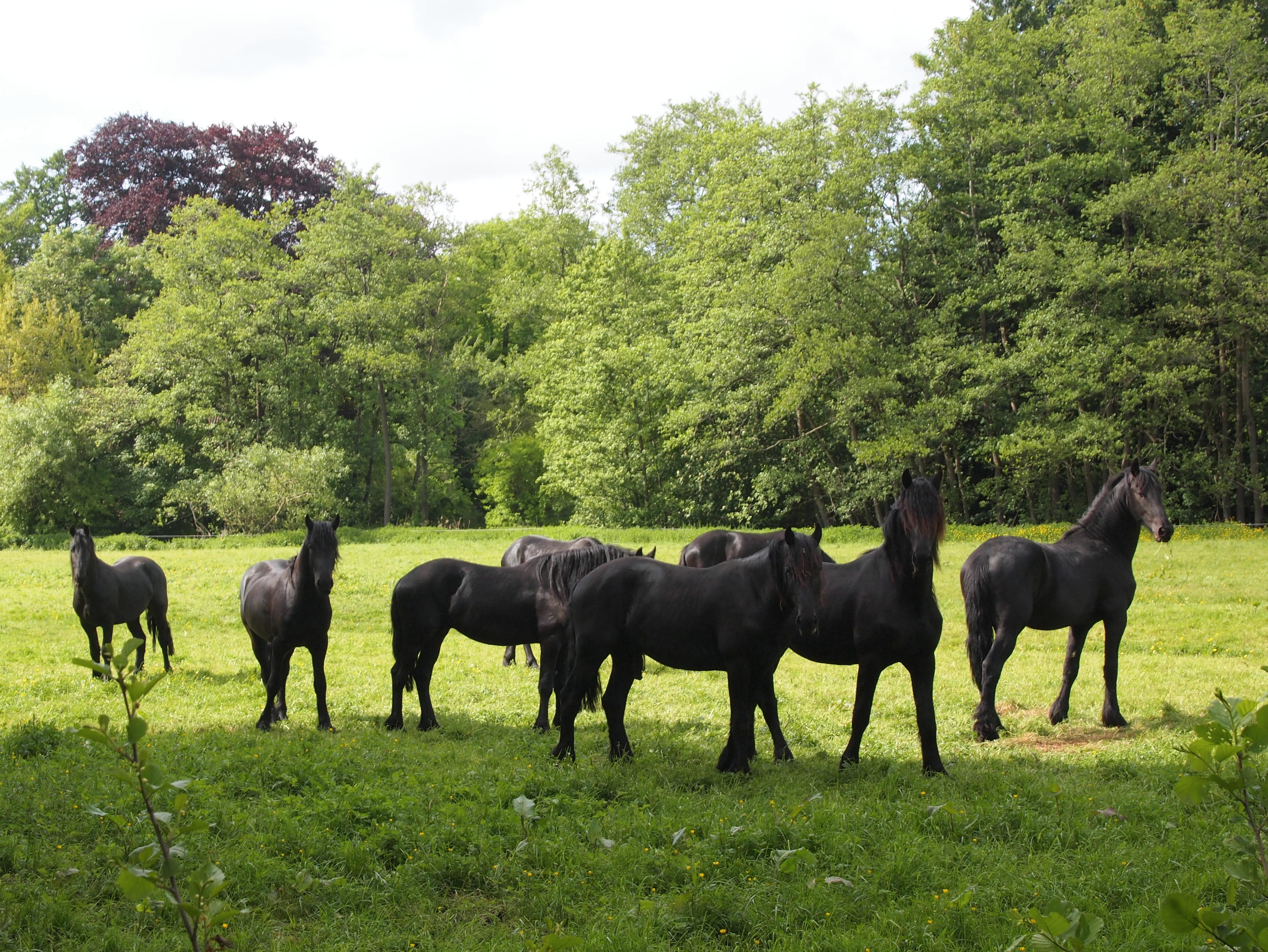
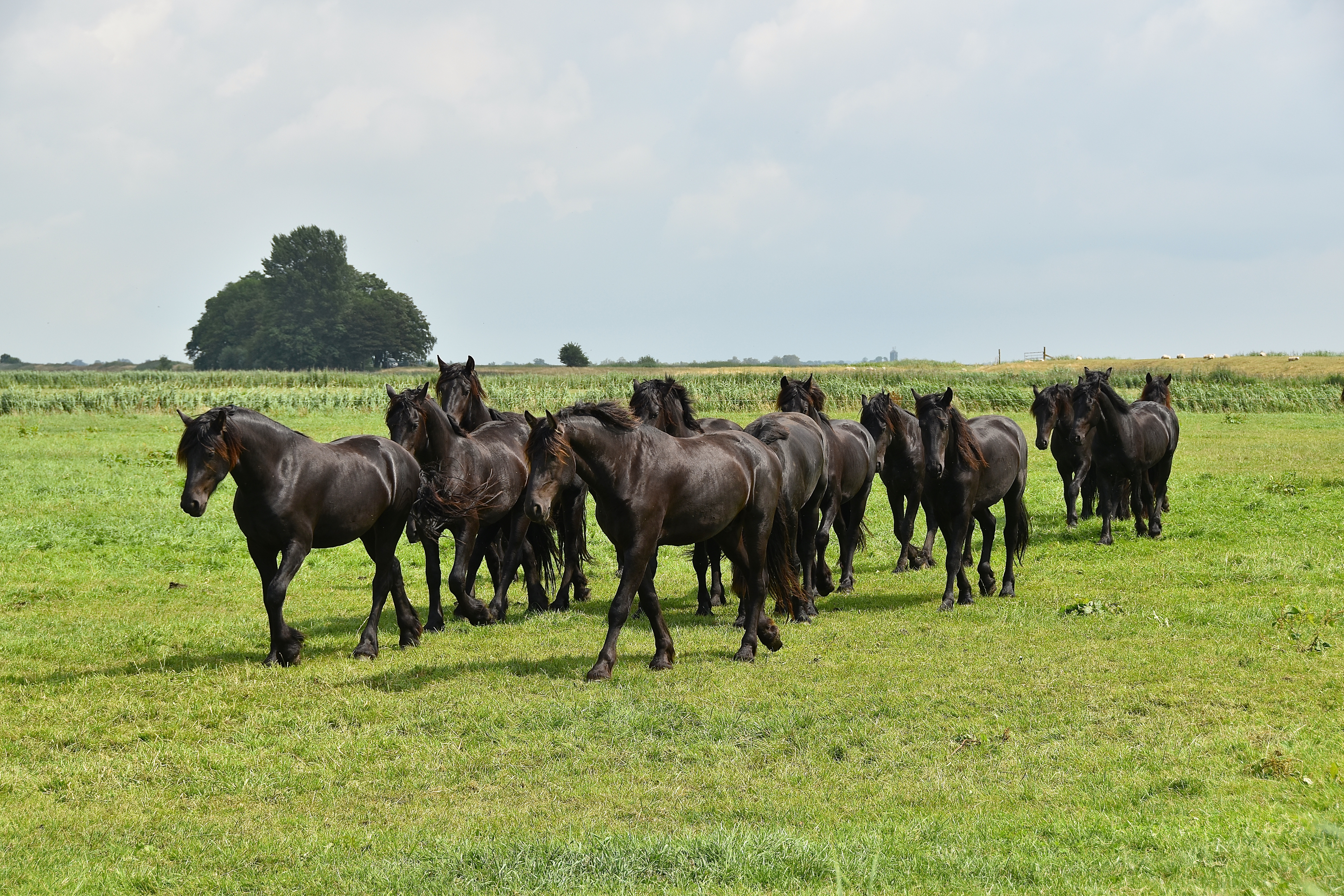

### Особливості
Фризи мають грубу пухку конституцію, що є наслідком їх змішаного походження: важкоупряжних та ваговозних коней тривалий час покращували арабськими та андалузькими кіньми, поки не досягли впізнаваного зовнішнього вигляду фризького коня. Найприкметніша особливість фризького коня — дуже довгі і густі щітки, що покривають костисті потужні ноги від скакального до зап'ястного суглоба і спадають на великі чорні копита (так звані фризи). Тобто це мохноногі коні, у них на ногах звисають фризи. 
У породі культивується так званий «каретний хід» — коли ноги коня на рисі рухаються по великій круговій амплітуді з втратою швидкості на гладкому ґрунті, але з найменшими фізичними витратами на глибокому, м'якому ґрунті (сніг, пісок). Найчастіше власники прагнуть поліпшити природні рухи своїх коней, використовуючи на тренуваннях «фризьку шлею» — пристрій з мотузок і блоків, які з'єднують трензель з кожною ногою коня.
Фризи славляться здатністю до навчання, орієнтуванням на людину, зручністю в побуті. Найчастіше у них м'які для вершника алюри. Фризькі коні мають широке коло застосувань: шоу, ліберті, любительська верхова їзда, виїздка, драйвінг, каретна упряж. З точки зору спортивних досягнень найвидатнішою дисципліною вважають драйвінг, проте фризькі коні на сьогодні не мають в ній достатньо шанувальників, як і в професійному спорті. 

Основні сфери застосування
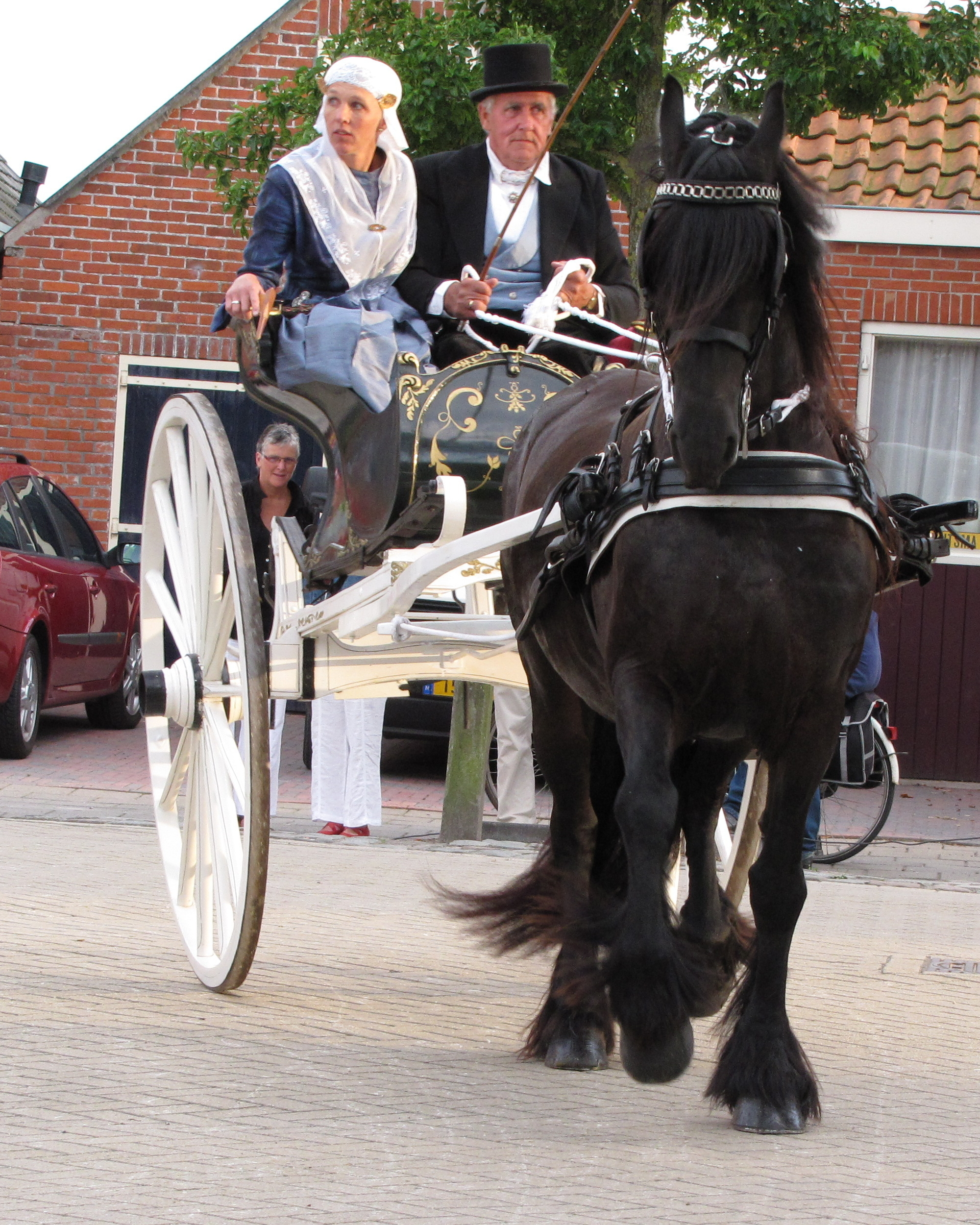
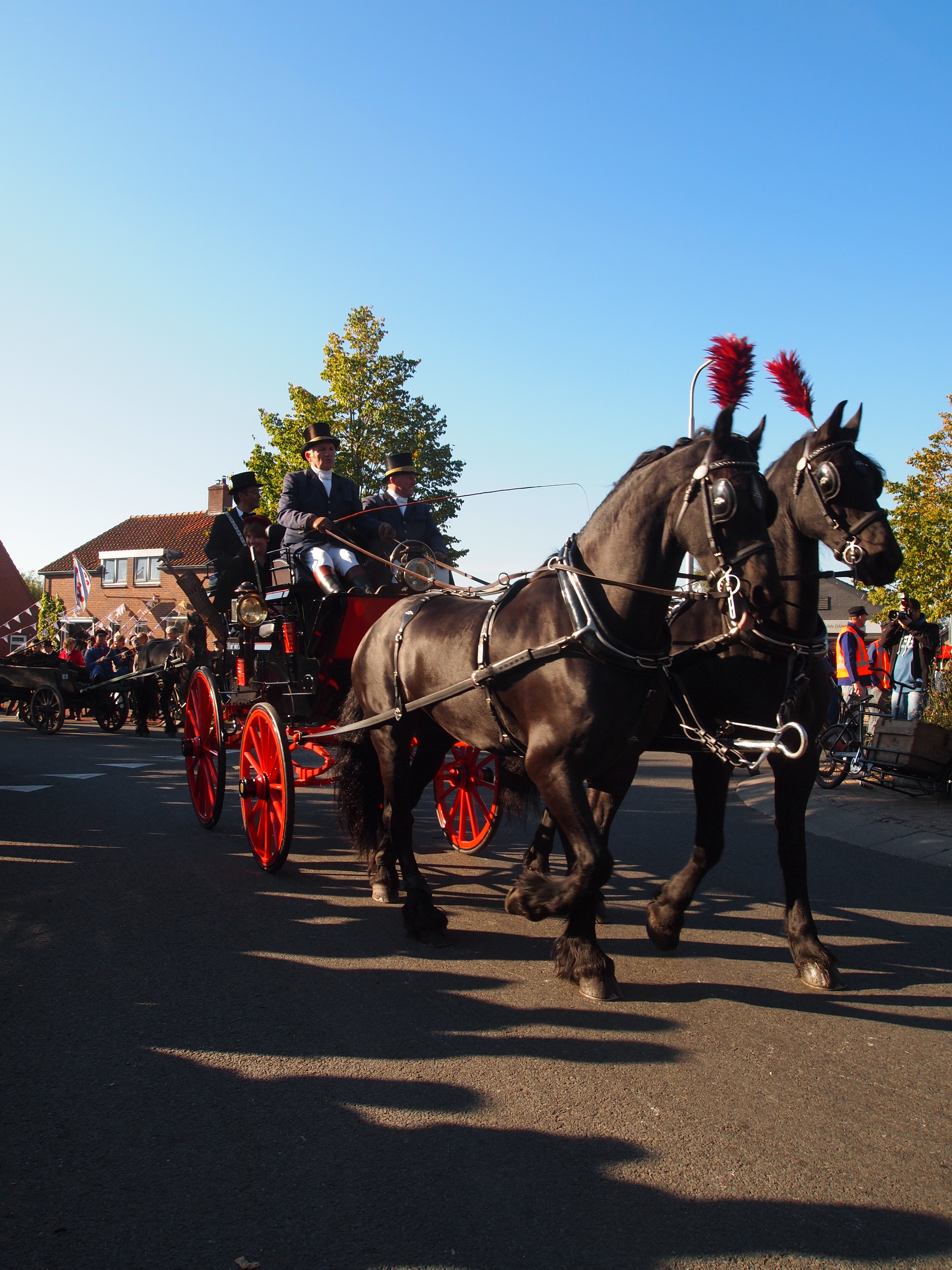
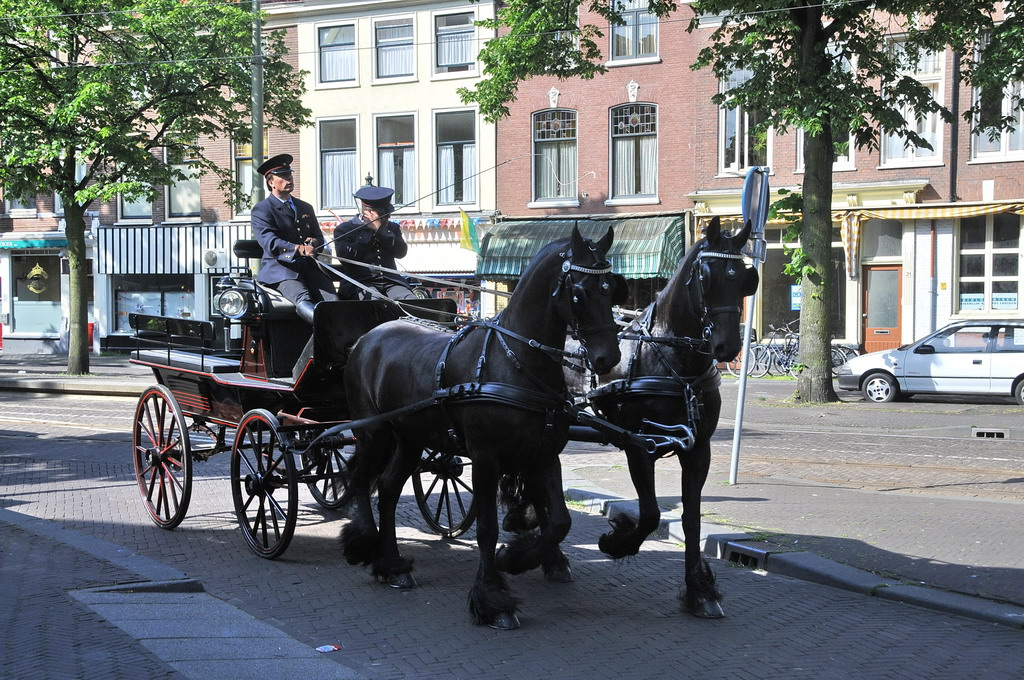
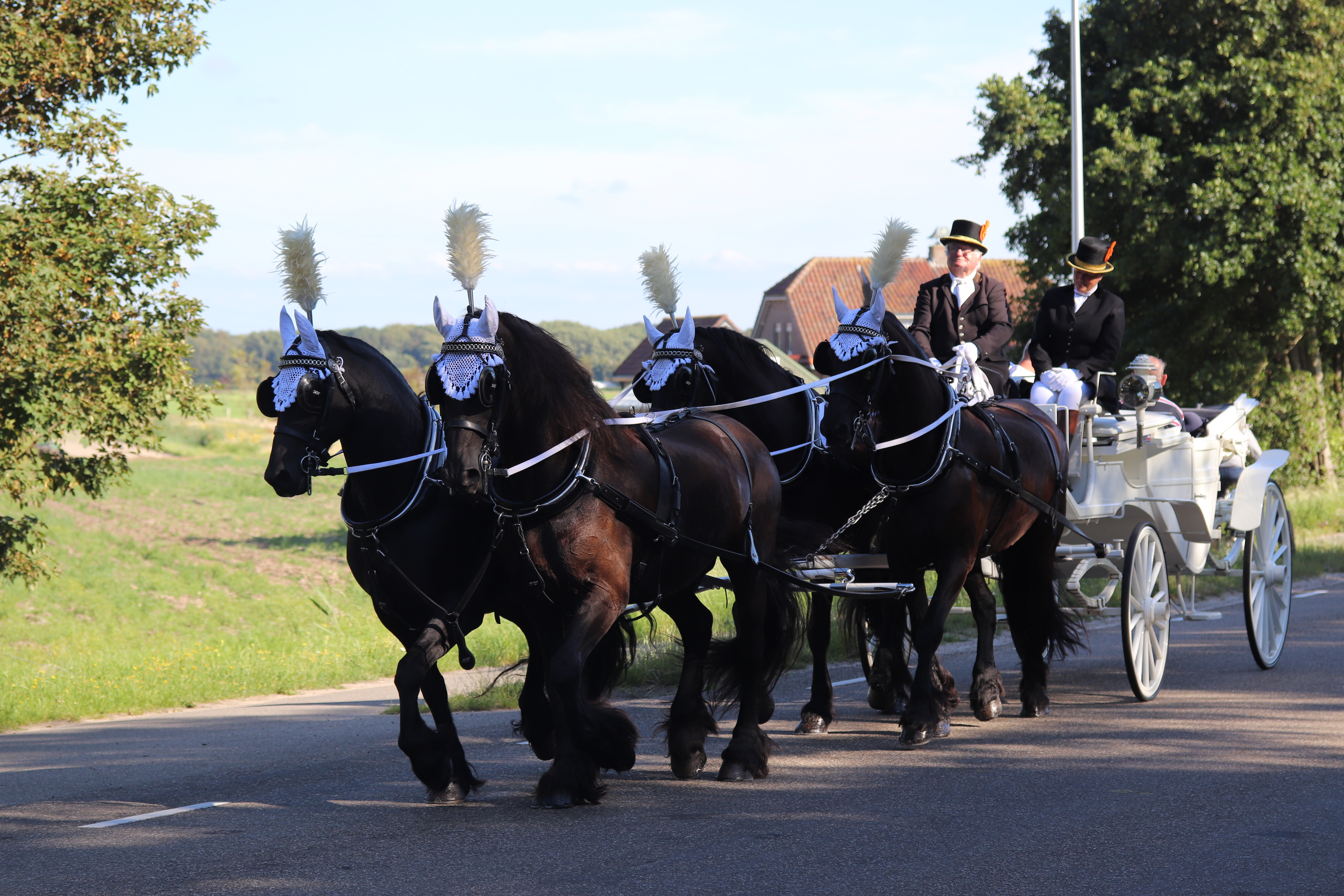
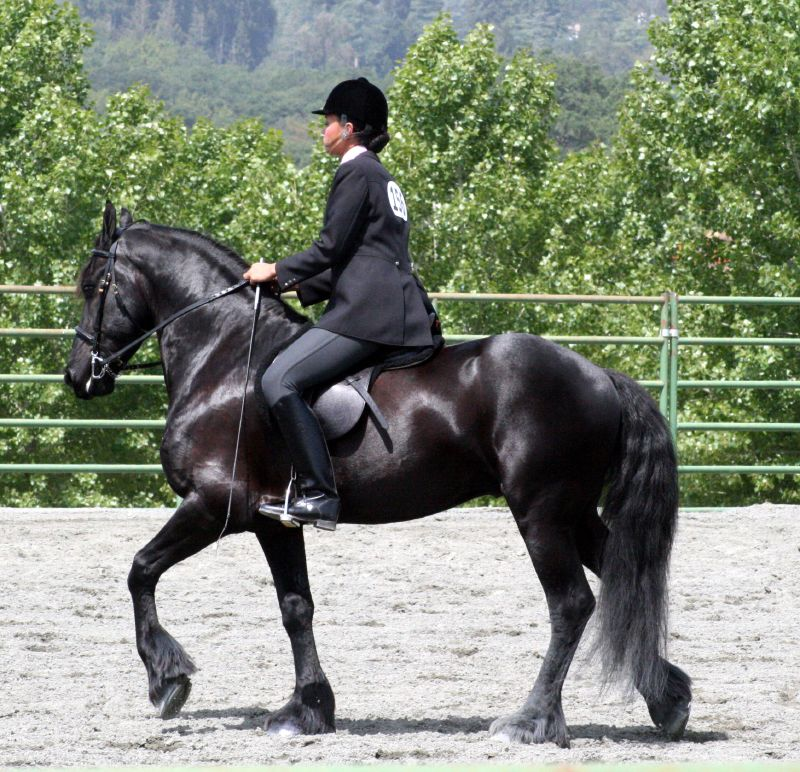
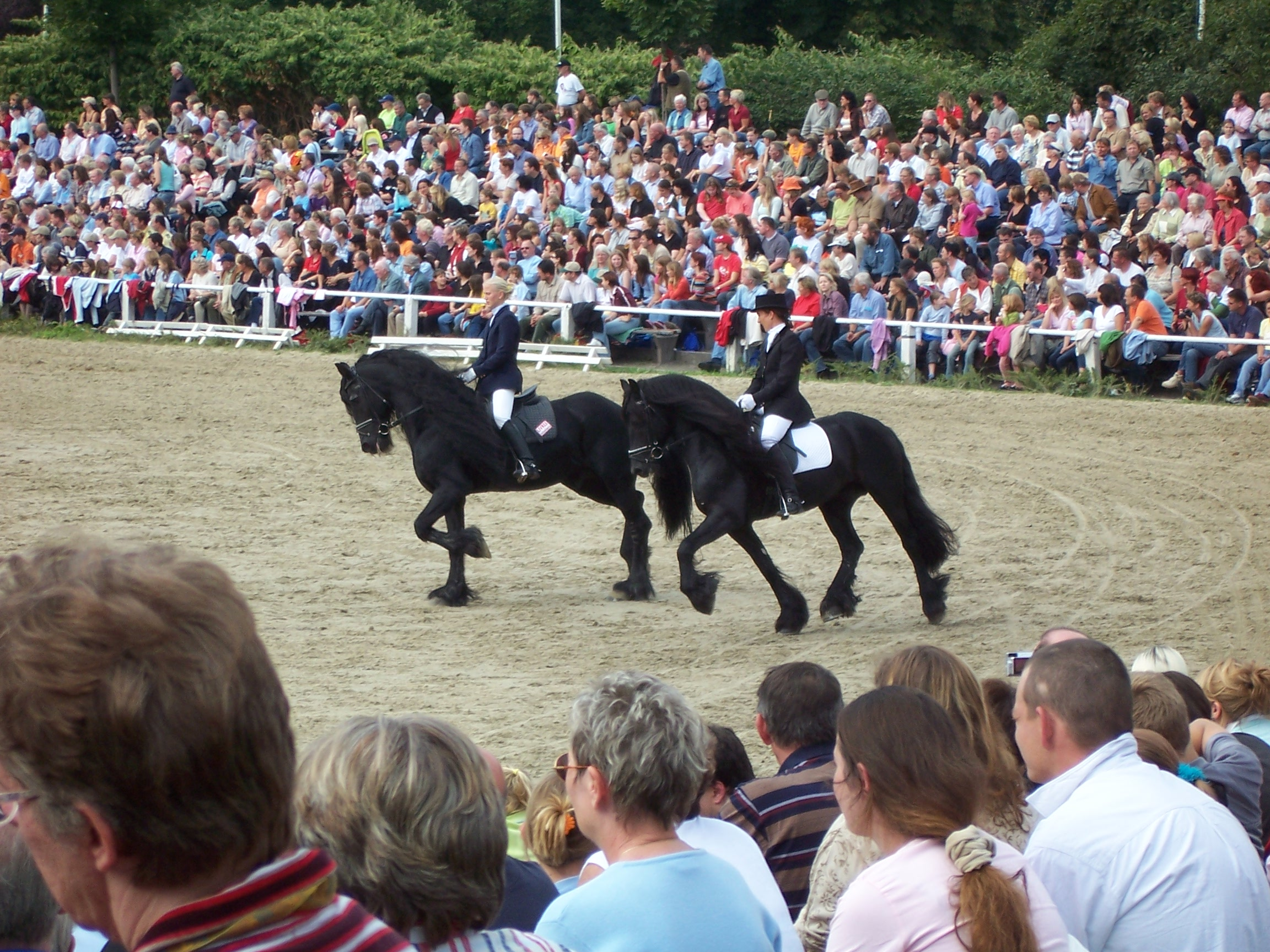
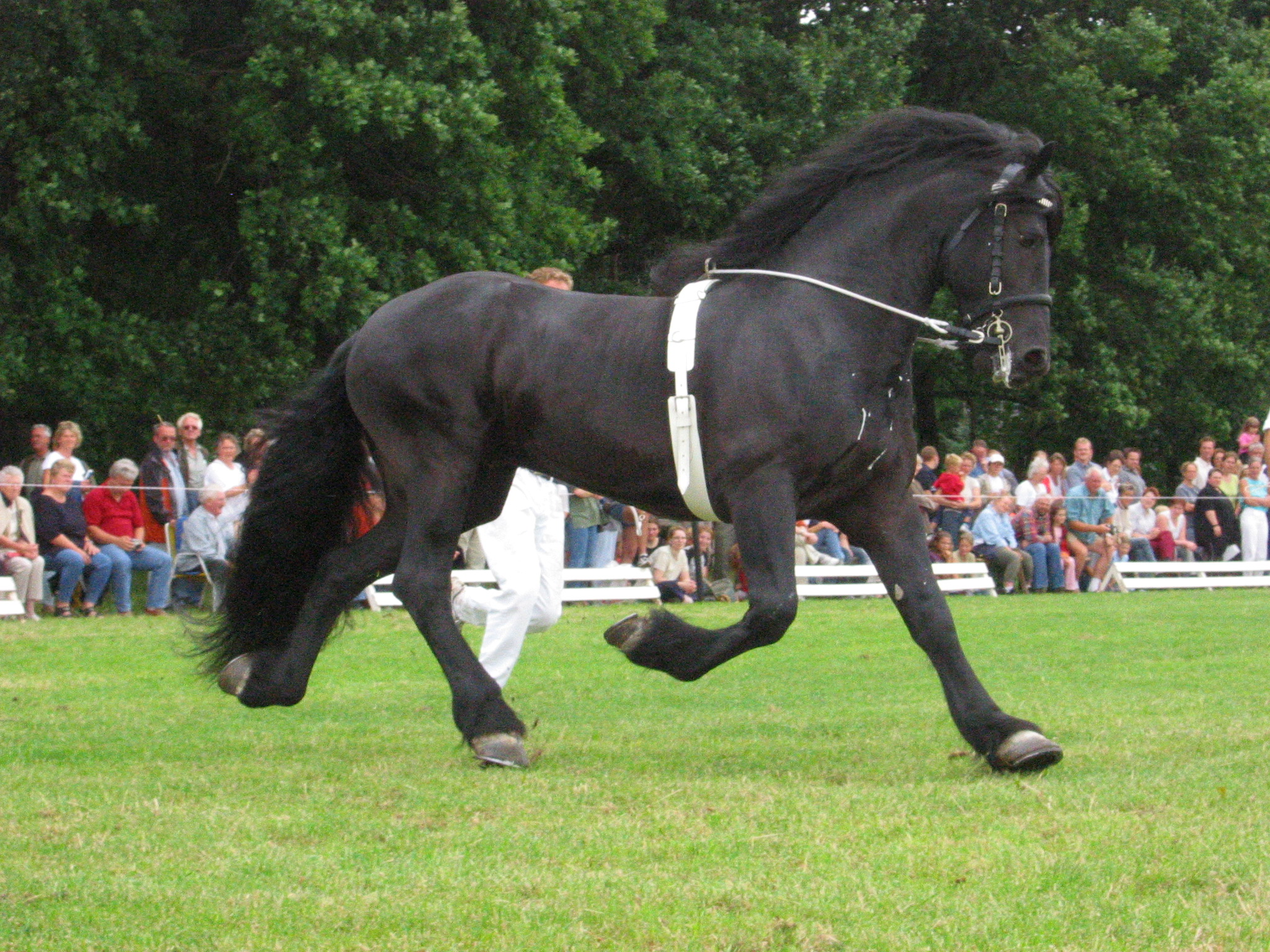
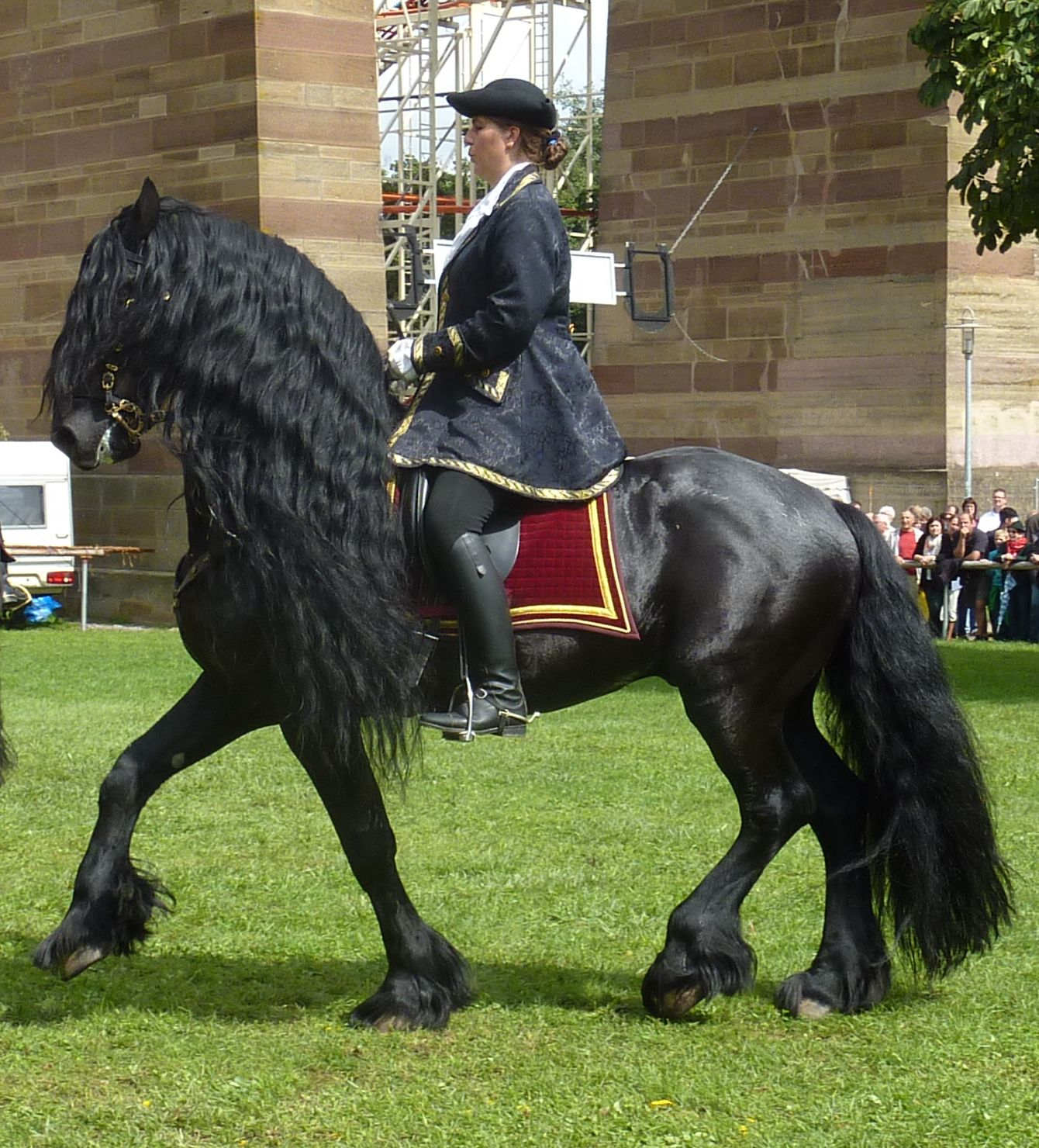
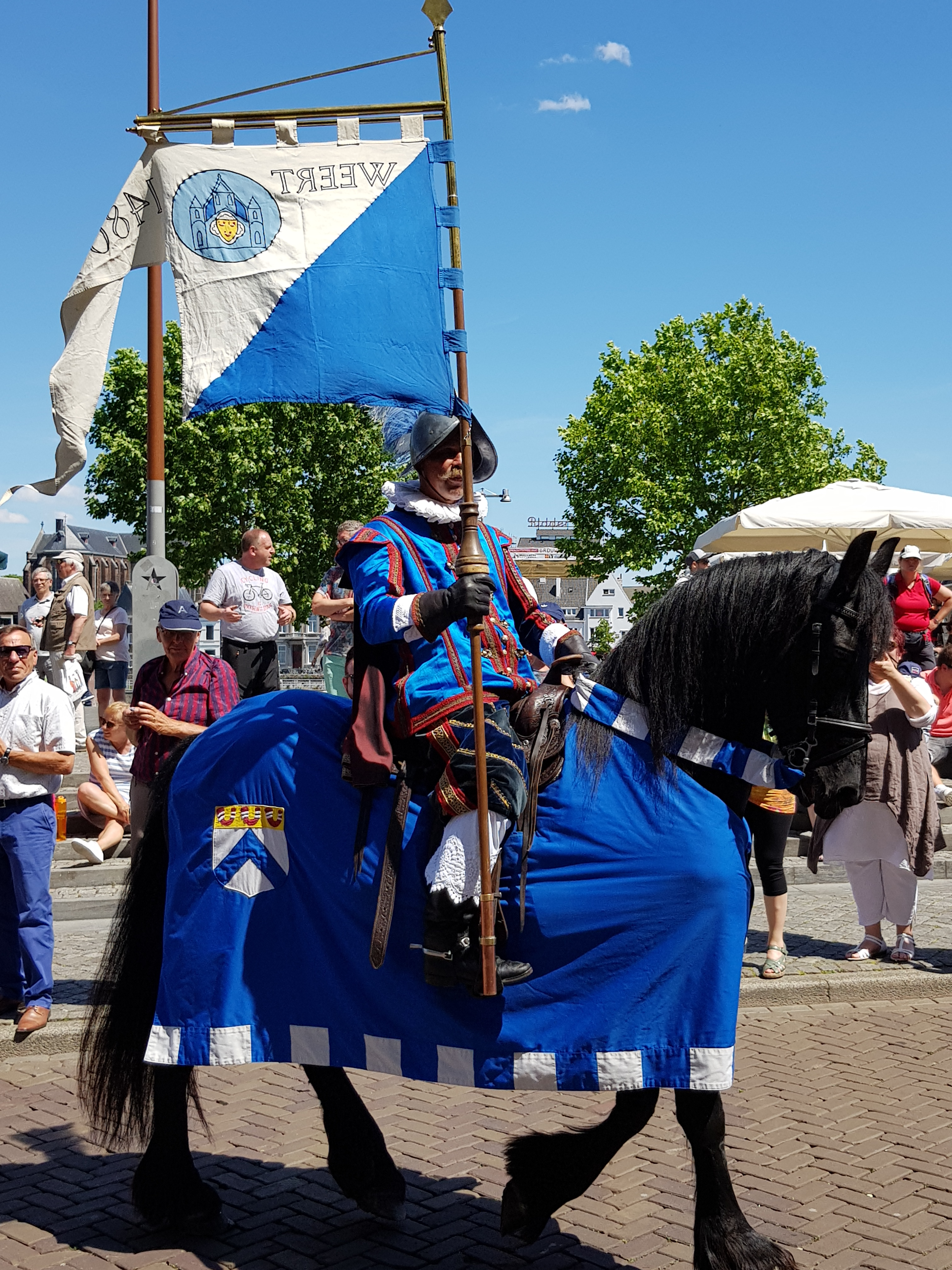
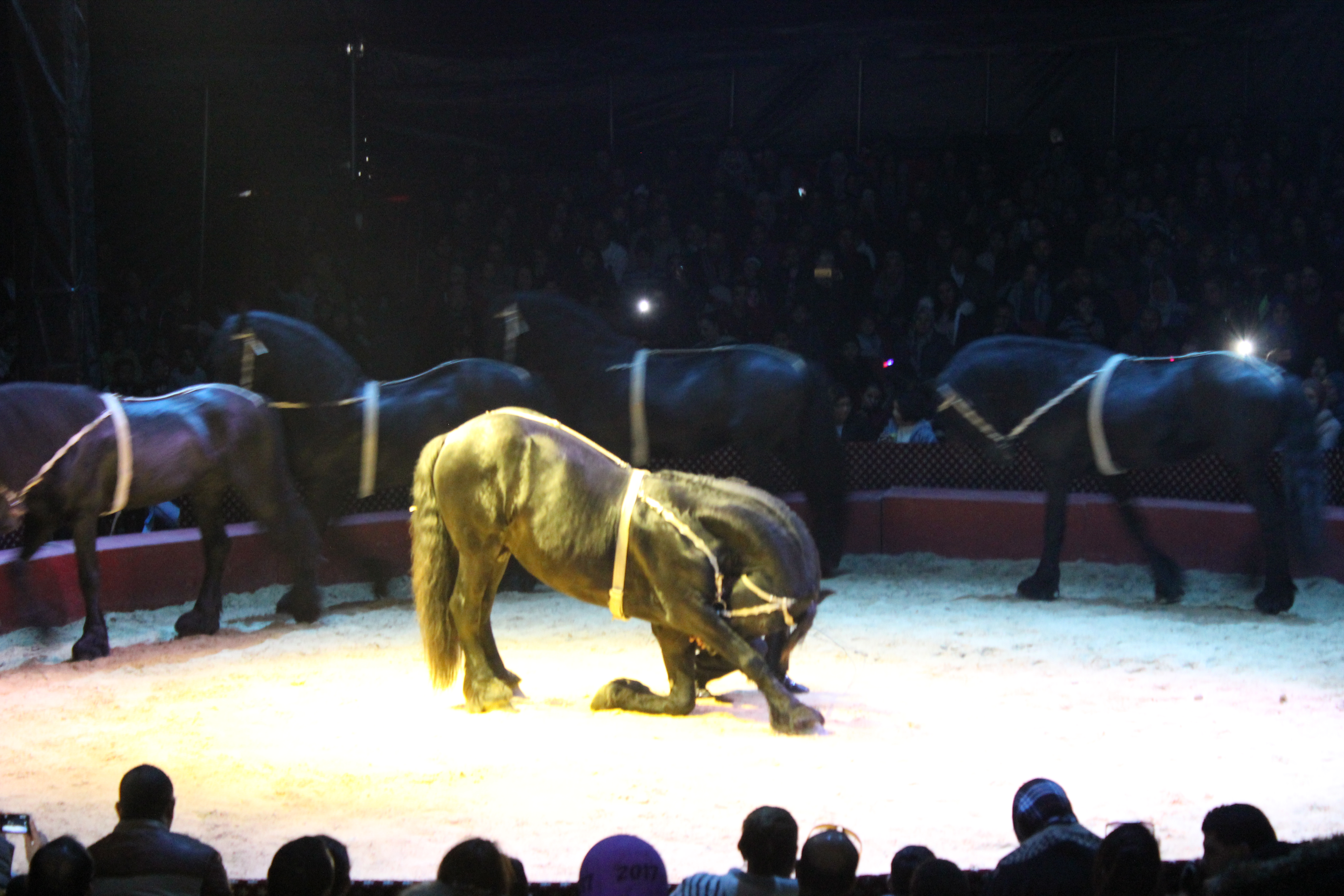
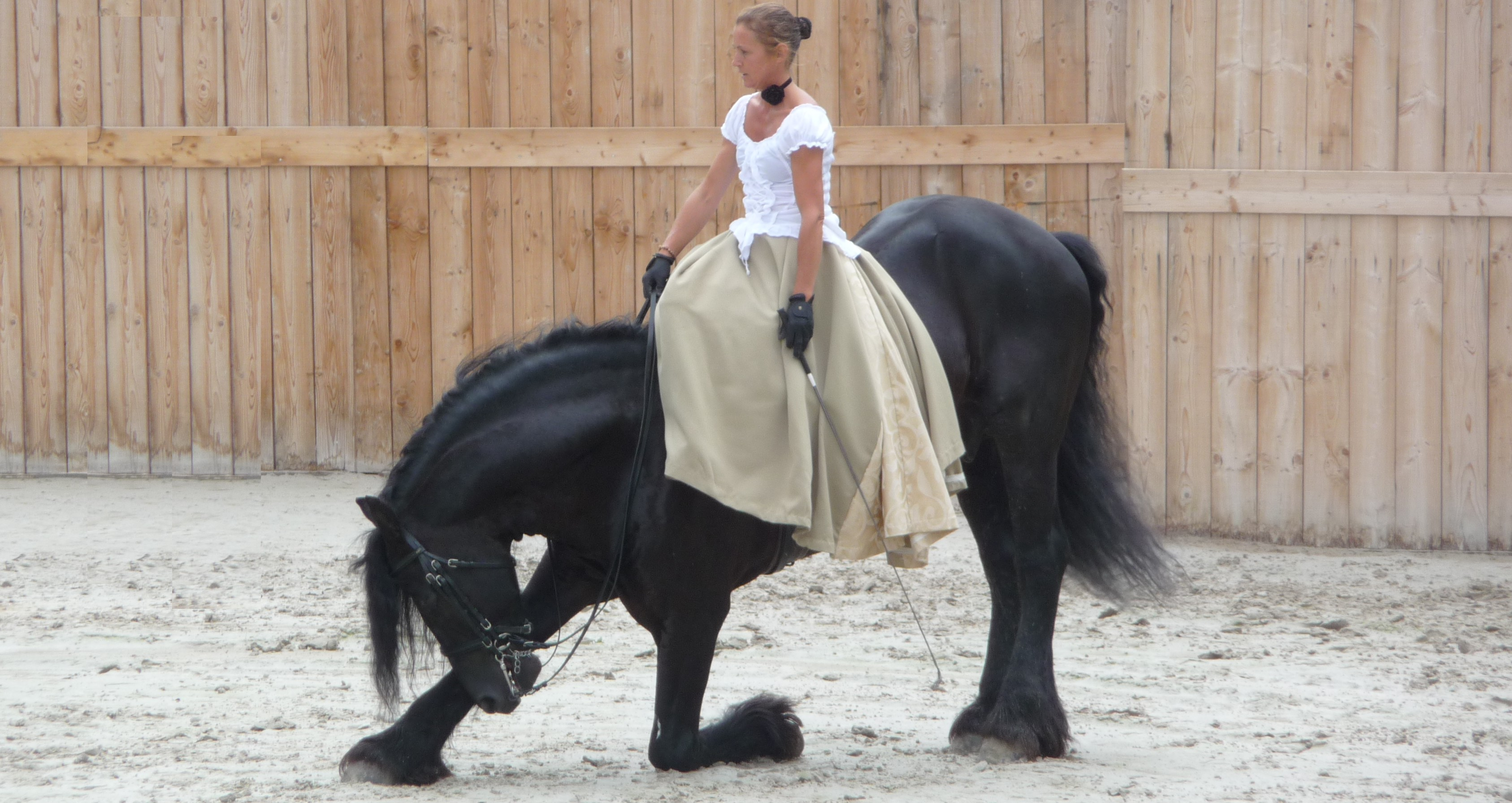

## Історія

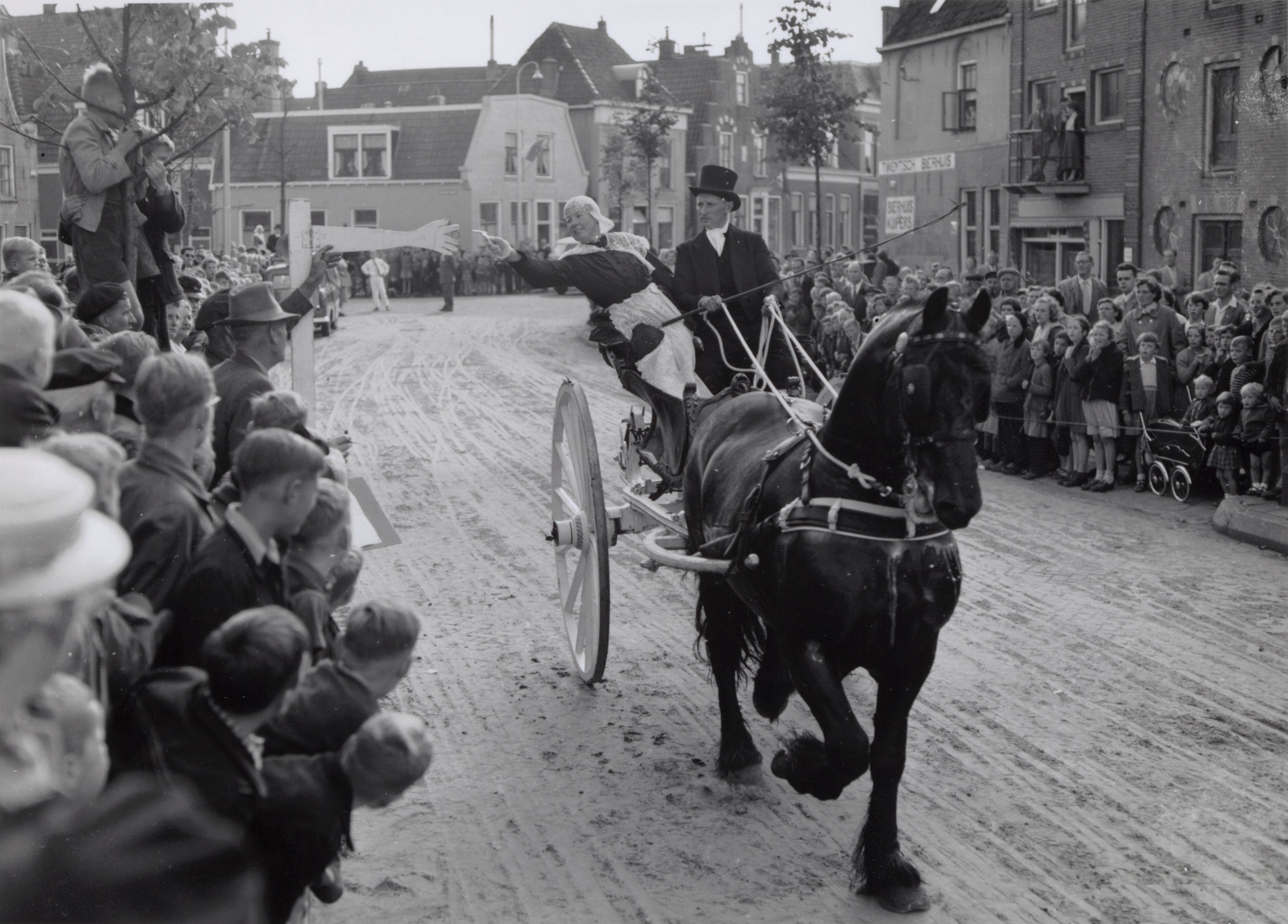
Фризький кінь, 1956

Ця екзотична порода з'явилася в провінції Фризланд на півночі Нідерландів. Перша згадка про фризів датована XIII століттям. У 1823 році король Віллем I заснував щорічні фризькі перегони під назвою «День Королівського батога», переможець яких нагороджувався золотим батогом. У 1985 році фризька порода коней ввійшла і до Королівської стайні. З того часу саме фризи прикрашають упряжку коней Золотого екіпажу королеви Єлизавети на урочистостях з нагоди відкриття Парламенту. Фризи входили в шістку коней, запряжених в Королівську карету на церемонії відкриття Всесвітніх кінних ігор в Гаазі в 1994 році.
Порода виведена в XVI—XVII століттях шляхом схрещування іспанських коней з місцевою важкою «холоднокровною» породою коней, в період окупації Нідерландів Іспанією. На Заході цих коней іноді називають «чорними перлинами», адже фризька — одна з найвпізнаваніших порід світу. Порода фризьких коней двічі побувала на межі вимирання, але була врятована нідерландськими конярями.